# Anthrax alterna
Anthrax alterna är en tvåvingeart som först beskrevs av Walker 1849.  Anthrax alterna ingår i släktet Anthrax och familjen svävflugor. Inga underarter finns listade i Catalogue of Life.